# 多齐尔 (阿拉巴马州)
多齐尔（英文：Dozier），是美国阿拉巴马州下属的一座城市。面积约为2.96平方英里（约合7.66平方公里）。根据2010年美国人口普查，该市有人口329人，人口密度为111.22/平方英里（约合42.95/平方公里）。